# Crotalometra
Crotalometra is een geslacht van haarsterren uit de familie Thalassometridae.

## Soorten
- Crotalometra magnicirra (Bell, 1905)
- Crotalometra rustica A.H. Clark, 1909
- Crotalometra sentifera A.H. Clark, 1909